# Зигфрид I (Вианден)
Зигфрид I фон Вианден (на немски: Siegfried von Vianden; † сл. 1171) е граф на Вианден (1154 – 1171) и фогт на манастир Прюм.

## Биография
Той е син на граф Фридрих I фон Вианден († сл. 1156), фогт на манастир Прюм и съпругата му. Брат е на Фридрих II († сл. 1187), Герхард († 1210), абат на Прюм (1184 – 1210), и на Аделхайд фон Вианден († 1207), омъжена за граф Алберт фон Молбах († 21 май 1177).
Към 1156 г. Зигфрид I сключва съюз с бившия си съперник граф Хайнрих IV фон Люксембург против архиепископа на Трир, Хилин фон Фалманя. Целите на този съюз са спечелването отново на замъците Арас за Фридрих и Мандершайд за Хайнрих. След грабежи в територията на Трир те се разбират. Трир запазва своите два замъка, дава затова град Махер на графа на Люксембург, а графът на Вианден получава други неизвестни крепости.
Зигфрид I е наследен от по-малкия му брат Фридрих II.